# Великая Лука (Рязанская область)
Великая Лука — деревня в Кораблинском районе Рязанской области. Входит в состав Ковалинского сельского поселения.
По данным переписи 2010 года в деревне проживает 201 человек (86 мужчин и 115 женщин). Находится в 19 километрах от районного центра города Кораблино.

## История
В платежных книгах Пехлецкого стана 1594—1597 годов упоминается деревня Великая Лука. Древнерусское великий — «большой». Лука — «большая длинная излучина реки; дуга». Деревня находится при речке Калузинке, делающей в этом месте большой изгиб.

## Население
| 1859 | 1906 | 2010 |
| ---- | ---- | ---- |
| 626  | ↘527 | ↘201 |